# Cymru Premier (2023/2024)
Cymru Premier 2023/2024 (znana jako  JD Cymru Premier ze względów sponsorskich) była 32. edycją najwyższej klasy rozgrywkowej piłki nożnej w Walii.
Brało w niej udział 12 drużyn, które w okresie od 11 sierpnia 2023 do 21 kwietnia 2024 rozegrały w dwóch rundach 32 kolejki meczów.
Tytuł mistrzowski obroniła drużyna The New Saints zdobywając trzeci tytuł z rzędu, a szesnasty w swojej historii.

## Format rozgrywek
Rozgrywki składają się z trzech faz. W pierwszej fazie drużyny grają ze sobą dwukrotnie, raz u siebie i raz na wyjeździe.
W drugiej fazie Cymru Premier podzieli się na dwie konferencje, sześć najlepszych drużyn stworzy Championship Conference, pozostałe PlayOff Conference.
W ramach tych grup kluby ponownie zmierzą się ze sobą dwukrotnie.
Wszystkie punkty zebrane przez zespoły w pierwszej fazie są przenoszone do drugiej fazy.
Drużyna, która zajmie pierwsze miejsce w Championship Conference zostanie ogłoszona mistrzem Cymru Premier i zakwalifikuje się do I rundy kwalifikacyjnej Ligi Mistrzów UEFA w następnym sezonie.
Drużyna, która zajmie drugie miejsce w Championship Conference, kwalifikuje się do I rundy kwalifikacyjnej Ligi Konferencji Europy UEFA.
Zdobywca Pucharu Walii kwalifikuje się do I rundy kwalifikacyjnej Ligi Konferencji Europy UEFA.
W przypadku zdobycia Pucharu Walii przez drużynę, która zapewniła sobie grę w europejskich pucharach, awans otrzymuje trzecia drużyna Championship Conference.
Pozostałe drużyny z Championship Conference oraz najlepsza drużyna z PlayOff Conference zagrają w trzeciej fazie sezonu European Playoffs o ostatnie miejsce w eliminacjach Ligi Konferencji Europy.
Kluby, które zajmą ostatnie dwa miejsca na koniec sezonu, spadają z ligi.

## Skład ligi w sezonie 2023/24
| Uczestnicy poprzedniej edycji | Uczestnicy poprzedniej edycji   | Uczestnicy poprzedniej edycji | Uczestnicy poprzedniej edycji |
| --- | ------------------------------- | ----------------------------- | ----------------------------- |
| TNS | The New Saints F.C.             | Oswestry                      | 1                             |
| CQN | Connah’s Quay Nomads F.C.       | Connah’s Quay                 | 2                             |
| PYB | Pen-y-Bont                      | Bridgend                      | 3                             |
| CMU | Cardiff Metropolitan University | Cardiff                       | 4                             |
| BAL | Bala Town                       | Bala                          | 5                             |
| NTW | Newtown A.F.C.                  | Newtown                       | 6                             |
| HAV | Haverfordwest County            | Haverfordwest                 | 7                             |
| PPT | Pontypridd Town                 | Pontypridd                    | 8                             |
| CAE | Caernarfon Town                 | Caernarfon                    | 9                             |
| ABE | Aberystwyth Town F.C.           | Aberystwyth                   | 10                            |
| Awans z Cymru North |                                 |                               |                               |
| COL | Colwyn Bay                      | Old Colwyn                    | 1                             |
| Awans z Cymru South |                                 |                               |                               |
| BAR | Barry Town United               | Barry                         | 1                             |
| Oznaczenia: - kolumna pierwsza – skróty nazw drużyn, - kolumna trzecia – siedziba klubu, - kolumna czwarta – miejsce zajęte w poprzednim sezonie. |                                 |                               |                               |

## Runda zasadnicza
| Lp. | Drużyna                         | M  | Z  | R | P  | B+ | B– | +/– | Pkt | Kwalifikacja            |  | TNS | CQN | BAL | CMU | NEW | CAE | HAV | PYB | BAR | ABE | COL | PON |
| --- | ------------------------------- | -- | -- | - | -- | -- | -- | --- | --- | ----------------------- |  | --- | --- | --- | --- | --- | --- | --- | --- | --- | --- | --- | --- |
| 1   | The New Saints                  | 22 | 20 | 2 | 0  | 77 | 14 | +63 | 62  | Championship Conference |  |     | 6–2 | 2–0 | 8–0 | 3–1 | 2–1 | 5–1 | 3–0 | 2–2 | 6–0 | 6–1 | 4–0 |
| 2   | Connah’s Quay Nomads            | 22 | 15 | 2 | 5  | 59 | 29 | +30 | 47  | Championship Conference |  | 0–4 |     | 1–1 | 4–0 | 3–1 | 6–1 | 1–2 | 4–2 | 7–0 | 4–0 | 2–1 | 3–1 |
| 3   | Bala Town                       | 22 | 10 | 7 | 5  | 25 | 20 | +5  | 37  | Championship Conference |  | 0–0 | 1–0 |     | 0–1 | 2–1 | 1–1 | 2–0 | 2–1 | 1–0 | 0–1 | 2–1 | 0–0 |
| 4   | Cardiff Metropolitan University | 22 | 9  | 7 | 6  | 28 | 39 | −11 | 34  | Championship Conference |  | 1–5 | 3–1 | 0–0 |     | 2–1 | 2–2 | 1–1 | 0–3 | 2–1 | 4–2 | 1–0 | 2–0 |
| 5   | Newtown                         | 22 | 10 | 3 | 9  | 35 | 31 | +4  | 33  | Championship Conference |  | 0–2 | 1–2 | 1–0 | 2–1 |     | 4–0 | 1–1 | 1–3 | 2–0 | 0–0 | 4–2 | 3–1 |
| 6   | Caernarfon Town                 | 22 | 9  | 4 | 9  | 40 | 41 | −1  | 31  | Championship Conference |  | 1–3 | 0–4 | 1–1 | 5–1 | 2–1 |     | 0–1 | 2–4 | 2–3 | 3–0 | 2–1 | 1–0 |
| 7   | Haverfordwest County            | 22 | 7  | 7 | 8  | 29 | 33 | −4  | 28  | PlayOff Conference      |  | 0–1 | 1–3 | 2–3 | 1–1 | 0–4 | 1–1 |     | 3–2 | 2–0 | 3–0 | 5–0 | 0–0 |
| 8   | Pen-y-Bont                      | 22 | 8  | 4 | 10 | 28 | 32 | −4  | 25  | PlayOff Conference      |  | 1–4 | 0–1 | 0–2 | 0–0 | 1–1 | 3–2 | 2–0 |     | 1–0 | 0–2 | 0–1 | 1–0 |
| 9   | Barry Town United               | 22 | 6  | 5 | 11 | 27 | 41 | −14 | 23  | PlayOff Conference      |  | 2–6 | 1–4 | 3–1 | 0–0 | 4–0 | 0–3 | 2–2 | 1–1 |     | 0–1 | 1–1 | 2–0 |
| 10  | Aberystwyth Town                | 22 | 4  | 3 | 15 | 18 | 46 | −28 | 15  | PlayOff Conference      |  | 1–3 | 1–1 | 2–3 | 0–1 | 0–1 | 2–4 | 1–1 | 1–2 | 2–4 |     | 1–0 | 0–1 |
| 11  | Colwyn Bay                      | 22 | 4  | 2 | 16 | 27 | 49 | −22 | 14  | PlayOff Conference      |  | 0–1 | 2–3 | 2–3 | 2–2 | 2–4 | 0–4 | 1–2 | 2–1 | 0–1 | 3–1 |     | 2–3 |
| 12  | Pontypridd United               | 22 | 5  | 4 | 13 | 13 | 31 | −18 | 13  | PlayOff Conference      |  | 0–1 | 0–3 | 0–0 | 1–3 | 0–1 | 1–2 | 2–0 | 0–0 | 1–0 | 2–0 | 0–3 |     |

1. ↑  Pen-y-Bont odjęto trzy punkty za wystawienie niekwalifikującego się zawodnika w meczu z Aberystwyth Town w dniu 27 października 2023. Klub miał czas do 15 stycznia 2024 na złożenie odwołania[1][2][3].
2. ↑  Pontypridd United zostało odjęte sześć punktów za niepłacenie zawodnikom w terminie, nieprzestrzeganie zobowiązań umownych wobec zawodników, niepoprawną rejestrację zawodników i wystawianie na boisko niekwalifikujących się zawodników[4][5][6][7][8][9].

## Runda finałowa
| Championship Conference |                                     |    |    |    |    |     |    |     |    |                                                |  |     |     |     |     |     |     |     |     |     |     |     |     |
| 1                       | The New Saints (M)                  | 32 | 30 | 2  | 0  | 117 | 18 | +99 | 92 | Liga Mistrzów UEFA • I runda kwalifikacyjna    |  |     | 2–0 | 4–1 | 3–0 | 7–1 | 4–0 |     |     |     |     |     |     |
| 2                       | Connah’s Quay Nomads (P)            | 32 | 18 | 5  | 9  | 70  | 43 | +27 | 59 | Liga Konferencji UEFA • I runda kwalifikacyjna |  | 1–5 |     | 0–0 | 0–0 | 1–1 | 2–1 |     |     |     |     |     |     |
| 3                       | Bala Town                           | 32 | 13 | 12 | 7  | 38  | 31 | +7  | 51 | Liga Konferencji UEFA • I runda kwalifikacyjna |  | 0–1 | 1–0 |     | 1–1 | 1–1 | 1–1 |     |     |     |     |     |     |
| 4                       | Newtown (B)                         | 32 | 13 | 5  | 14 | 49  | 46 | +3  | 44 |                                                |  | 0–1 | 2–3 | 1–5 |     | 5–0 | 2–0 |     |     |     |     |     |     |
| 5                       | Caernarfon Town (B, O)              | 32 | 11 | 8  | 13 | 52  | 70 | −18 | 41 | Liga Konferencji UEFA • I runda kwalifikacyjna |  | 1–8 | 2–1 | 2–2 | 1–0 |     | 1–2 |     |     |     |     |     |     |
| 6                       | Cardiff Metropolitan University (B) | 32 | 10 | 9  | 13 | 35  | 63 | −28 | 36 |                                                |  | 0–5 | 0–3 | 0–1 | 1–3 | 2–2 |     |     |     |     |     |     |     |
| PlayOff Conference      |                                     |    |    |    |    |     |    |     |    |                                                |  |     |     |     |     |     |     |     |     |     |     |     |     |
| 7                       | Pen-y-Bont (B)                      | 32 | 14 | 7  | 11 | 46  | 37 | +9  | 43 |                                                |  |     |     |     |     |     |     |     | 1–0 | 2–2 | 1–1 | 5–0 | 0–1 |
| 8                       | Haverfordwest County                | 32 | 11 | 10 | 11 | 39  | 40 | −1  | 43 |                                                |  |     |     |     |     |     |     | 0–1 |     | 2–1 | 2–0 | 3–1 | 1–1 |
| 9                       | Barry Town United                   | 32 | 7  | 11 | 14 | 36  | 54 | −18 | 32 |                                                |  |     |     |     |     |     | 0–0 | 1–1 |     | 2–1 | 1–1 | 0–3 |     |
| 10                      | Aberystwyth Town                    | 32 | 7  | 6  | 19 | 27  | 57 | −30 | 27 |                                                |  |     |     |     |     |     | 0–3 | 1–0 | 1–1 |     | 0–1 | 3–0 |     |
| 11                      | Colwyn Bay (S)                      | 32 | 7  | 4  | 21 | 34  | 66 | −32 | 25 | Spadek do Cymru North                          |  |     |     |     |     |     |     | 1–2 | 0–0 | 1–0 | 1–2 |     | 1–0 |
| 12                      | Pontypridd United (S)               | 32 | 8  | 7  | 17 | 23  | 41 | −18 | 22 | Spadek do Cymru South                          |  |     |     |     |     |     |     | 0–3 | 0–1 | 1–1 | 0–0 | 4–0 |     |

1. ↑  Cardiff Metropolitan University odjęto trzy punkty za wystawienie niekwalifikującego się zawodnika w meczu z Bala Town w dniu 3 lutego 2024[13].
2. ↑  Pen-y-Bont odjęto sześć punkty za wystawienie niekwalifikującego się zawodnika w meczu z Aberystwyth Town
w dniu 27 października 2023. Klub miał czas do 15 stycznia 2024 na złożenie odwołania[14][15].
3. ↑  Pontypridd United zostało odjęte dziewięć punktów za niepłacenie zawodnikom w terminie, nieprzestrzeganie zobowiązań umownych wobec zawodników, niepoprawną rejestrację zawodników i wystawianie na boisko niekwalifikujących się zawodników[16][17].
4. ↑  Pontypridd United nie otrzymał licencji na grę w Cymru Premier w sezonie 2024/25[18].

## European Playoffs
Caernarfon Town wygrał z Pen-y-Bont finał baraży o miejsce w Lidze Konferencji na rok 2024/2025.
|  | Półfinał | Półfinał                        | Półfinał |            |   | Finał           | Finał | Finał |  |
|  |          |                                 |          |            |   |                 |       |       |  |
|  | 4        | Newtown                         | 0        |            |   |                 |       |       |  |
|  | 4        | Newtown                         | 0        |            |   |                 |       |       |  |
|  | 7        | Pen-y-Bont                      | 5        |            |   |                 |       |       |  |
|  | 7        | Pen-y-Bont                      | 5        |            | 5 | Caernarfon Town | 3     |       |  |
|  |          |                                 |          |            | 5 | Caernarfon Town | 3     |       |  |
|  |          |                                 | 7        | Pen-y-Bont | 1 |                 |       |       |  |
|  | 5        | Caernarfon Town                 | 7        | Pen-y-Bont | 1 | 2               |       |       |  |
|  | 5        | Caernarfon Town                 |          |            |   |                 |       |       |  |
|  | 6        | Cardiff Metropolitan University | 0        |            |   |                 |       |       |  |

### Półfinał
| 10 maja 2024 | Caernarfon Town                     | 2:0   | Cardiff Metropolitan University |                                                       |
| 20:45        | Marc Williams 86' · Adam Davies 90' | (0:0) |                                 | The Oval (Caernarfon) Widzów: 1285 Sędzia: Mark Petch |

| 11 maja 2024 | Newtown | 0:5   | Pen-y-Bont                                                        |                                                               |
| 13:20        |         | (0:3) | 6', 63' Gabe Kircough · 18', 33' Chris Venables · 73' Mark Little | Latham Park (Newtown) Widzów: 1087 Sędzia: Bryn Markham-Jones |

### Finał
| 18 maja 2024 | Caernarfon Town                                          | 3:1   | Pen-y-Bont          |                                                        |
| 15:45        | Louis Lloyd 20' · Zack Clarke 26' (k) · Sion Bradley 37' | (3:0) | 90+1' Ryan Reynolds | The Oval (Caernarfon) Widzów: 1960 Sędzia: Alex McInch |

## Lista strzelców
| Bramki | Strzelcy                 | Drużyna                         |
| ------ | ------------------------ | ------------------------------- |
| 22     | Brad Young               | The New Saints                  |
| 19     | Jordan Levi Davies       | Connah’s Quay Nomads            |
| 19     | Chris Venables           | Pen-y-Bont                      |
| 19     | Aaron Williams           | Newtown                         |
| 14     | Ryan Brobbel             | The New Saints                  |
| 14     | Adam Davies              | Caernarfon Town                 |
| 13     | Declan McManus           | The New Saints                  |
| 12     | Adrian Cieślewicz        | The New Saints                  |
| 12     | George Newell            | Bala Town                       |
| 11     | Ben Clark                | The New Saints                  |
| 11     | Jack Kenny               | Connah’s Quay Nomads            |
| 11     | Jordan Williams          | The New Saints                  |
| 11     | Ollie Hulbert            | Barry Town United               |
| 10     | Zack Clarke              | Caernarfon Town                 |
| 9      | Elliot Evans             | Cardiff Metropolitan University |
| 9      | Martell Taylor-Crossdale | Haverfordwest County            |
| 8      | Harry Franklin           | Connah’s Quay Nomads            |
| 8      | Louis Lloyd              | Caernarfon Town                 |

Źródło:

## Trenerzy, kapitanowie i sponsorzy
| Drużyna                         | Trener                | Kapitan        | Sponsor techniczny | Sponsor strategiczny            |
| ------------------------------- | --------------------- | -------------- | ------------------ | ------------------------------- |
| Aberystwyth Town                | Anthony Williams      | Jack Thorn     | Acerbis            | Uniwersytet w Aberystwyth       |
| Bala Town                       | Colin Caton           | Kieran Smith   | Macron             | Aykroyd’s                       |
| Barry Town United               | Jonathana Jonesa      | Kayne McLaggon | Macron             | RIM Motors                      |
| Caernarfon Town                 | Richard Davies (tym.) | Darren Thomas  | Erreà              | Gofal Bro Cyf                   |
| Cardiff Metropolitan University | Ryan Jenkins          | Kyle McCarthy  | Erreà              | Cardiff Metropolitan University |
| Colwyn Bay                      | Steve Evans           | Tom McCready   | Hope and Glory     | GO2 People                      |
| Connah’s Quay Nomads            | Neil Gibson           | John Disney    | Adidas             | Castle Green Homes              |
| Haverfordwest County            | Tony Pennock          | Dylan Rees     | Macron             | Clegg Gifford / The Athletic    |
| Newtown                         | Scott Ruscoe          | Shane Sutton   | Erreà              | Control Techniques              |
| Pen-y-Bont                      | Rhys Griffiths        | Kane Owen      | Macron             | Nathaniel House of Cars         |
| Pontypridd United               | Gavin Allen           | Clayton Green  | Joma               | UPVCDIRECT.CO.UK                |
| The New Saints                  | Craig Harrison        | Chris Marriott | Macron             | SiFi Networks                   |

### Zmiany trenerów
| Klub                            | Były trener       | Powód                  | Data odejścia | Nowy trener    | Data zatrudnienia | Źródło        |
| ------------------------------- | ----------------- | ---------------------- | ------------- | -------------- | ----------------- | ------------- |
| Przed sezonem                   |                   |                        |               |                |                   |               |
| Cardiff Metropolitan University | Christian Edwards | ?                      | 2023-07-25    | Ryan Jenkins   | 2023-07-25        |               |
| Barry Town United               | Lee Kendall       | Rezygnacja             | 2023-07-26    | Steve Jenkins  | 2023-08-05        | [ 29 ] [ 30 ] |
| W trakcie sezonu                |                   |                        |               |                |                   |               |
| Pontypridd United               | Andrew Stokes     | Rezygnacja             | 2024-01-04    | Gavin Allen    | 2024-01-22        | [ 31 ] [ 32 ] |
| Newtown                         | Chris Hughes      | Za porozumieniem stron | 2024-01-10    | Scott Ruscoe   | 2024-01-18        | [ 33 ] [ 34 ] |
| Barry Town United               | Steve Jenkins     | Zmiany wewnątrz klubu  | 2024-02-02    | Jonathan Jones | 2024-02-02        | [ 35 ]        |

## Stadiony
| Aberystwyth Town |
| ---------------- |
| Park Avenue      |
| Pojemność: 2 502 |
|                  |

| Bala Town        |
| ---------------- |
| Maes Tegid       |
| Pojemność: 1 500 |
|                  |

| Barry Town United   |
| ------------------- |
| Jenner Park Stadium |
| Pojemność: 2 475    |
|                     |

| Caernarfon Town  |
| ---------------- |
| The Oval         |
| Pojemność: 3 000 |
|                  |

| Cardiff Metropolitan University |
| ------------------------------- |
| Cyncoed Campus                  |
| Pojemność: 1 500                |
|                                 |

| Colwyn Bay       |
| ---------------- |
| Llanelian Road   |
| Pojemność: 2 500 |
|                  |

| Connah’s Quay Nomads |
| -------------------- |
| Cae-y-Castell        |
| Pojemność: 1 690     |
|                      |

| Haverfordwest County  |
| --------------------- |
| Bridge Meadow Stadium |
| Pojemność: 2 100      |
|                       |

| Newtown          |
| ---------------- |
| Latham Park      |
| Pojemność: 5 000 |
|                  |

| Pen-y-Bont        |
| ----------------- |
| SDM Glass Stadium |
| Pojemność: 1 500  |
|                   |

| Pontypridd United |
| ----------------- |
| USW Sports Park   |
| Pojemność: 1 000  |
|                   |

| The New Saints   |
| ---------------- |
| Park Hall        |
| Pojemność: 2 034 |
|                  |

Źródło: